# 미타 노리후사
미타 노리후사(三田紀房, 1958년 1월 4일)은 일본의 만화가이다.

## 대표작
- 최강입시전설 꼴찌, 동경대 가다!-2010년 공부의 신으로 드라마화
- 머니의 켄
- 취업매니저
- 아르키메데스의 대전